# Sławomir Stolc
Sławomir Stolc (ur. 23 stycznia 1993 w Kościerzynie) – polski siatkarz, grający na pozycji przyjmującego. Reprezentant Polski (od 2014 roku kadra U-23 na Ligę Europejską). 
Jego młodszy brat Tomasz, również jest siatkarzem.

## Życiorys
Sławomir Stolc urodził się w Kościerzynie, ale dorastał w Dziemianach. Absolwent Szkoły Mistrzostwa Sportowego w Spale.
Jego kariera sportowa rozpoczęła się w GKS Stoczniowiec Gdańsk. W 2009 roku przeszedł do Lotos Trefl Gdańsk, Ukończył Szkołę Mistrzostwa Sportowego w Spale, gdzie występował również w Reprezentacji Polski Kadetów. W sezonie 2012/2013 Sławek powrócił do Gdańska, grając w drużynie Młodej Ligi Lotosu Trefla. Uwieńczeniem tegoż sezonu było zajęcie I miejsca w rozgrywkach Młodej Ligi oraz indywidualna nagroda MVP Młodej Ligi. W sezonie 2013/2014 Sławek rozpoczął dorosłą karierę siatkarską pojawiając się na parkietach Plus Ligi na pozycji przyjmującego w Lotos Trefl Gdańsk. 25 maja 2015 roku klub ZAKSA Kędzierzyn-Koźle poinformował na swojej stronie klubowej o podpisaniu kontraktu między nim a klubem z Kędzierzyna-Koźla.
W maju 2014 otrzymał powołanie do Kadry U-23 Reprezentacji Polski, która uczestniczy w rozgrywkach Ligi Europejskiej.

## Sukcesy klubowe
Młoda Liga:
- 2013
- 2014

Puchar Polski:
- 2015

Liga polska:
- 2015

Liga czeska:
- 2017

I liga:
- 2018
- 2019
- 2020

## Nagrody indywidualne
- 2013: MVP w finale Młodej Ligi